# Syzygium pterocarpum
Syzygium pterocarpum là một loài thực vật có hoa trong Họ Đào kim nương. Loài này được (Vieill. ex Pancher & Sebert) Govaerts mô tả khoa học đầu tiên năm 2008.